# La mort sera si douce
Pour plus de détails, voir Fiche technique et Distribution.
La mort sera si douce (After Dark, My Sweet) est un film américain réalisé par James Foley, sorti en 1990 et adapté du roman After Dark, My Sweet (La mort viendra, petite) de Jim Thompson écrit en 1955.

## Synopsis
Ancien boxeur, Kevin Collins est devenu un routard qui erre sans but et oublie ses souffrances dans la boisson. Après s'être échappé d'un hôpital psychiatrique, il fait la connaissance d'une jeune et charmante veuve, Fay Anderson, qui vit seule dans une grande maison aux portes du désert. Bien qu'elle lui ait conseillé de fuir loin d'elle, il s'accroche. C'est alors qu'il reçoit une proposition de la part d'une connaissance de Fay, Garret Stocker, surnommé Oncle Bud

## Fiche technique
- Titre : La mort sera si douce
- Titre original : After Dark, My Sweet
- Réalisation : James Foley
- Scénario : Robert Redlin et James Foley
- D'après le roman After Dark, My Sweet de Jim Thompson
- Production : Cary Brokaw, Robert Redlin, Ric Kidney (de)
- Images : Mark Plummer
- Musique : Maurice Jarre
- Montage : Howard E. Smith
- Genre : Drame, thriller et néo-noir[1]
- Pays d'origine :  États-Unis
- Durée : 114 minutes
- Date de sortie :
  -  États-Unis : 24 août 1990
  -  France : 16 avril 1997[2]

## Distribution
- Jason Patric (VF : Laurent Morteau) : Kevin « Kid » Collins
- Rocky Giordani : Bert
- Rachel Ward : Fay Anderson
- Bruce Dern (VF : Bernard Tiphaine) : Garrett "Oncle Bud" Stoker
- Tom Wagner
- Mike Hagerty
- James E. Bowen Jr.
- George Dickerson
- Napoleon Walls
- Corey Carrier
- Jeanie Moore
- James Cotton
- Burke Byrnes